# Karin Nordmann
Karin Nordmann (* 27. November 1948 in Skagen, Dänemark) ist eine dänische Künstlerin, Schmuckdesignerin und Bernsteinforscherin.

## Leben und Wirken
Karin Nordmann entwickelte ihr Interesse für Schmuckdesign in den späten 60er Jahren. 1969 lebte sie in Rio de Janeiro, wo sie einige Zeit als Betriebspsychologin in der Edelsteinfirma H. Stern praktizierte. 1970 begann sie eigenen Schmuck mit brasilianischen Edelsteinen zu entwerfen, den sie zunächst an skandinavische Seeleute in Rio verkaufte. Als „Blumenkind“ wirkte sie auch auf Rios Flohmarkt, wo sie Schmuck aus Silber und Leder gestaltete und auch Seide bemalte. 1973 reiste sie nach Arizona und besuchte die Indianerstämme der Navajo, Zuñi, Hopi und begann 1974 mit dem Export von Indianerschmuck zunächst nach Dänemark, später nach Europa. Sie arbeitete in Norditalien für die „Wiener Emaillemanufaktur“ und begann nun auch, Schmuck in Silber und Bergkristall zu entwerfen. Es folgten Ausstellungen im Bella-Center und auf Modemessen in Paris, Frankfurt und München, Salzburg, Mailand und Venedig. 1980/1981 lebte sie in einem Künstlerkibbuz in Israel, wo sie hauptsächlich Schmuck in Aluminium entwarf und mit der Verarbeitung von archäologischen Glasstücken beschäftigt war. 1981 eröffnete sie eine Bernstein- und Edelstein-Boutique in Skagen.
1989 heiratete sie den deutschen Bernsteinschleifer Peter Ernst. Das Interesse am Bernstein wuchs durch wachsende Sammlungen, die 1994 zur Eröffnung des Bernsteinmuseums in Skagen führten. Heute gilt ihre Sammlung von Fossilien in Bernstein als die größte der Welt.
Der größte kommerzielle Erfolg gelang Karin Nordmann mit der Idee, die sogenannte Skagen-Rose als Schmuckserie in Gold und Silber von ihrem Mann entwerfen zu lassen. Diese Serie wird von Skagen aus in alle dänischen Schmuckgeschäfte beliefert.
Das von dem Künstlerpaar Nordmann-Ernst entwickelte Schmuckdesign kennzeichnet sich vor allem durch  Konzentration auf die natürliche Beschaffenheit und Form der Materialien. Nach dem Motto: „Alles in der Natur ist einzigartig“ sind die Schmuckstücke meist Einzelstücke und zielen auf eine harmonisierende Verbindung der Individualität des Trägers und des Gegenstandes.